# Avtaljon
Avtaljon (hebrejsky אַבְטַלְיוֹן‎, v oficiálním přepisu do  angličtiny Avtalyon, přepisováno též Avtalion) je vesnice typu společná osada (jišuv kehilati) v Izraeli, v Severním distriktu, v Oblastní radě Misgav.

## Geografie
Leží v nadmořské výšce 283 metrů, v zalesněné a hornaté oblasti v centrální části Dolní Galileji, ve vysočině Harej Jatvat. Obec je situována pod vrcholem jedné ze zdejších hor – Har Avtaljon. Na jižní straně terén prudce klesá o několik set metrů do údolí Bejt Netofa. Na severu se zvolna svažuje do údolí Bik'at Sachnin, do kterého podél východního úbočí hory směřuje vádí al-Chasin.
Nachází se cca 25 kilometrů východně od břehů Středozemního moře a cca 15 kilometrů na západ od Galilejského jezera, cca 100 kilometrů severovýchodně od centra Tel Avivu a cca 35 kilometrů východně od centra Haify. Avtaljon obývají Židé, přičemž osídlení v tomto regionu je etnicky smíšené. 2 kilometry na sever leží město Araba, které obývají izraelští Arabové, stejně jako město Sachnin cca 5 kilometrů na severozápadě. Jediným větším židovským sídlem je tu město Karmi'el 10 kilometrů severozápadně od osady. Krajina mezi těmito městskými centry je ovšem postoupena řadou menších židovských vesnic.
Obec Avtalijon je na dopravní síť napojena pomocí lokální silnice číslo 7955, jež sleduje severní kraj údolí Bejt Netofa.

## Dějiny
Vesnice Avtaljon byla založena v roce 1987 v rámci programu Micpim be-Galil, který ovšem vrcholil už na přelomu 70. a 80. let 20. století a v jehož rámci vznikly v Galileji desítky nových židovských vesnic s cílem posílit židovské demografické pozice v tomto regionu a nabídnout kvalitní bydlení kombinující výhody života ve vesnickém prostředí a předměstský životní styl.
Pojmenována je podle Avtaljona – židovského učence z dob Talmudu. Zakladatelská skupina (židovští přistěhovalci z Argentiny) procházela před příchodem na toto místo výcvikem v mošavu Moledet. Původně šlo o družstevně hospodařící komunitu typu mošav, ale do nového mošavu přišlo jen sedm členů a tak byla vesnice roku 1990 proměněna na volněji organizovanou společnou osadu. Od roku 1995 sem začaly přicházet nové rodiny a populace výrazně narostla.
Ekonomika obce je založena na podnikání a produkci olivového oleje. V Avtaljonu je k dispozici zařízení předškolní péče o děti. Základní škola je ve vesnici Gilon. Výhledově má vesnice projít další stavební expanzí. Územní plán umožňuje rozšíření na 200 rodin.
Po arabských nepokojích v severním Izraeli v říjnu 2000, které souvisely s počátkem druhé intifády, se obyvatelé obce pokoušeli o dialog se sousedy z nedalekého města Araba. Vedení obce zároveň odmítlo zřídit okolo vesnice bezpečnostní plot.

## Demografie
Obyvatelstvo Avtaljon je sekulární. Podle údajů z roku 2014 tvořili populaci v Avtaljon Židé (včetně statistické kategorie „ostatní“, která zahrnuje nearabské obyvatele židovského původu ale bez formální příslušnosti k židovskému náboženství).
Jde o menší sídlo vesnického typu s dlouhodobě rostoucím počtem obyvatel. K 31. prosinci 2014 zde žilo 381 lidí. Během roku 2014 populace stoupla o 8,9 %.
| Rok            | 1995 | 2001 | 2003 | 2004 | 2005 | 2006 | 2007 | 2008 | 2009 | 2010 | 2011 | 2012 | 2013 | 2014 |
| -------------- | ---- | ---- | ---- | ---- | ---- | ---- | ---- | ---- | ---- | ---- | ---- | ---- | ---- | ---- |
| Počet obyvatel | 158  | 299  | 304  | 311  | 309  | 329  | 337  | 337  | 298  | 326  | 319  | 320  | 350  | 381  |